# Odbor za znanost, tehnologijo in razvoj Državnega zbora Republike Slovenije
Odbor za znanost, tehnologijo in razvoj je bivši odbor Državnega zbora Republike Slovenije.
V 2. državnem zboru Republike Slovenije je odbor nadomestil Odbor za znanost in tehnologijo.

## Sestava
1. državni zbor Republike Slovenije
- izvoljen: 23. februar 1993
- predsednik: Peter Tancig
- podpredsednik: Jože Pučnik (do 4. februarja 1994), Drago Šiftar (od 4. februarja 1994)
- člani: Ljerka Bizilj (od 24. julija 1995), Vida Čadonič-Špelič (do 31. oktobra 1994), Jožef Kopše (do 31. januarja 1996), Mateja Kožuh-Novak, Lev Kreft, Sašo Lap (do 6. oktobra 1994), Rudi Moge (do 26. januarja in od 25. aprila 1995), Jože Primožič (od 25. maja 1995), Dimitrij Rupel (do 2. junija 1995), Marjan Šetinc, Franc Zagožen, Janez Zupanec